# Contea di Scurry
La contea di Scurry in inglese Scurry County è una contea dello Stato del Texas, negli Stati Uniti. La popolazione al censimento del 2010 era di 16 921 abitanti. Il capoluogo di contea è Snyder, sede della Western Texas College. La contea è stata creata nel 1876 ed organizzata nel 1884.

## Geografia
| Anno | Popolazione | ±%       |
| ---- | ----------- | -------- |
| 1880 | 102         | Note:    |
| 1890 | 1,415       | 1,287.3% |
| 1900 | 4,158       | 193.9%   |
| 1910 | 10,924      | 162.7%   |
| 1920 | 9,003       | −17.6%   |
| 1930 | 12,188      | 35.4%    |
| 1940 | 11,545      | −5.3%    |
| 1950 | 22,779      | 97.3%    |
| 1960 | 20,369      | −10.6%   |
| 1970 | 15,760      | −22.6%   |
| 1980 | 18,192      | 15.4%    |
| 1990 | 18,634      | 2.4%     |
| 2000 | 16,361      | −12.2%   |
| 2010 | 16,921      | 3.4%     |

Secondo l'Ufficio del censimento degli Stati Uniti d'America la contea ha un'area totale di 908 miglia quadrate (2350 km²), di cui 905 miglia quadrate (2340 km²) sono terra, mentre 2,1 miglia quadrate (5,4 km², corrispondenti allo 0,2% del territorio) sono costituiti dall'acqua

### Strade principali
- U.S. Highway 84
- U.S. Highway 180
- State Highway 208
- State Highway 350

### Contee adiacenti
- Kent County (nord)
- Fisher County (est)
- Mitchell County (sud)
- Borden County (ovest)
- Garza County (nord-ovest)